# Cantó de Mézières-en-Brenne

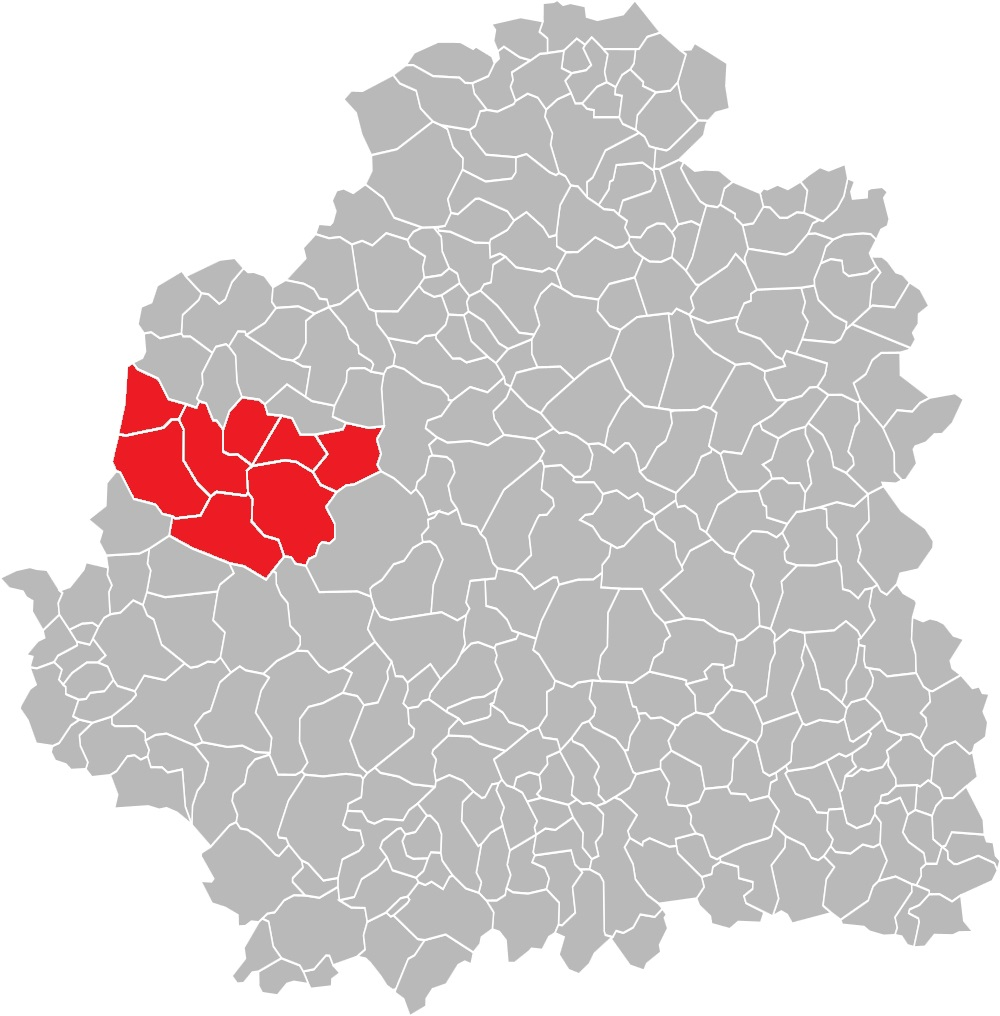
Localització del cantó.

El cantó de Mézières-en-Brenne és un cantó francès del departament de l'Indre, situat al districte de Le Blanc. Té 8 municipis i el cap és Mézières-en-Brenne.

## Municipis
- Azay-le-Ferron
- Mézières-en-Brenne
- Obterre
- Paulnay
- Sainte-Gemme
- Saint-Michel-en-Brenne
- Saulnay
- Villiers

## Història
| Data d'elecció                           | Identitat        | Partit                     | Qualitat |
| ---------------------------------------- | ---------------- | -------------------------- | -------- |
| 1945-1973                                | Roger Morève     | radical                    |          |
| 1973-1979                                | Jean Herpin      | divers droite, després UDF |          |
| 1979-1985                                | M. Coutant       | PS                         |          |
| 1985-                                    | Jean-Louis Camus | Divers droite              |          |
| les dades anteriors no són pas conegudes |                  |                            |          |
|                                          |                  |                            |          |

## Demografia
| A partir de 1990: Població sense dobles comptes |